# Општина Сомова (Тулћа)
Сомова (рум. Somova) општина је у Румунији у округу Тулћа.
Oпштина се налази на надморској висини од 15 m.